# Kafta-Sherao-Nationalpark
Der Kaftah-Sheraro-Nationalpark ist ein Schutzgebiet in Äthiopien an der Grenze zu Eritrea, zwischen Shiraro im Osten, Wolkait im Süden und Humera im Westen. Er liegt in der Region Tigray, umfasst 5000 km² und wurde 1999 unter Schutz gestellt.

## Geografie
Der Nationalpark liegt in einer Höhe zwischen 1800 Metern im Hochland von Kafta und 500 Metern am Tekeze-Fluss. Auch wenn der Tekeze der Hauptfluss des Gebietes ist, erhält das Gebiet sein Wasser auch aus einer Reihe weiterer Flüsse, die aus dem Simiengebirge und dem Hochland von Wolkait kommen. Regen fällt besonders in den Monaten Mai und September.

## Natur und Landschaft
Die vorherrschenden Vegetationstypen sind Acacia-Commiphora-Savannen und trockene immergrüne Bergwälder.
Der Nationalpark ist von besonderer Bedeutung für die Erhaltung des Afrikanischen Elefanten in Äthiopien, wobei die Population des Parks, etwa 100 bis 150 Tiere umfassend, saisonal zwischen Äthiopien und Eritrea hin und her wechselt. Auch für die Überwinterung des Jungfernkranichs gewinnt der Park an Bedeutung. Im Nordwesten des Parks halten sich bis zu 20.000 Exemplare dieser Art auf.
Weitere bemerkenswerte Arten, die hier vorkommen, sind der Strauß, das Erdferkel, die Rotstirngazelle, die Kudu- und die Pferdeantilope sowie der Karakal, der Leopard und der Löwe. Insgesamt wurden im Park bisher 42 Säugetierarten, 167 Vogelarten und 9 Reptilienarten nachgewiesen.